# 藤原隆忠
藤原 隆忠（ふじわら の たかただ）は、平安時代末期から鎌倉時代前期にかけての公卿。摂政・松殿基房の長男だが、傍流とされたため、「松殿」は名乗らずに大覚寺左大臣と号した。官位は従一位・左大臣。

## 経歴
摂関家である松殿基房の長男に生まれたが、のちに異母弟の師家が生まれると、母方の祖父（藤原忠雅）が太政大臣を務めた師家が、生母の家柄が格上との理由で嫡男とされたことから、隆忠は「落胤」（当時においては庶子の意味）と呼ばれていた。
承安4年（1174年）元服して正五位下・侍従に叙任される。当時、関白の子息であっても初叙の際には嫡男のみに正五位下が授けられ、庶子は従五位上に叙される慣例であったことから、基房の弟・九条兼実は隆忠に対する叙位を激しく非難している。承安5年（1175年）正四位下・右近衛中将に叙任され、安元2年（1176年）従三位に叙されて公卿に列した。
治承3年（1179年）9月に正三位に昇叙されるが、同年11月に治承三年の政変が発生し、関白を務めていた父・基房が平清盛によって流刑にされると、隆忠も連座して解官されてしまう。平家が都落ちし源義仲が権力を握った寿永2年12月（1184年2月）に権中納言として官界に復帰すると、翌寿永3年（1184年）正月には源義仲の敗死に伴って弟・師家が摂政内大臣を罷免されるが、隆忠は連座せずに同年11月に従二位に昇進する。
その後は、元暦2年（1185年）正二位、文治5年（1189年）権大納言、建久5年（1194年）大納言、建仁2年（1202年）内大臣と順調に昇進する。元久元年（1204年）には右大臣に任ぜられ、前摂政内大臣の散位官のまま留め置かれた異母弟・師家の官職を追い越した。やがて、承元元年（1207年）に左大臣、建暦元年（1211年）には従一位に昇り、承久の乱直前の承久2年（1220年）に出家して官界から引退した。
近年では、『六代勝事記』の作者として有力視されている。

## 系譜
- 父：松殿基房
- 母：三条公教の娘 - 上西門院女房
- 妻：源通家の娘
  - 長男：藤原基忠
  - 次男：藤原教忠（1189-?）
- 妻：藤原実宗の娘
  - 男子：聖基（1204-1267）
- 生母不詳の子女：
  - 男子：道愉
  - 女子：園基氏室、基顕の母
  - 女子 - 号大覚寺尼